# Gheorghe Dogărescu
Gheorghe Dogărescu, född 15 maj 1960 i Viziru i Brăila, död 19 augusti 2020, var en rumänsk handbollsspelare.
Han tog OS-brons i herrarnas turnering i samband med de olympiska handbollstävlingarna 1984 i Los Angeles.